# Гончар (монета)
«Гонча́р» — пам'ятна монета номіналом 5 гривень, випущена Національним банком України, присвячена одному з важливих видів господарської діяльності та мистецької культури українців — гончарству, яке протягом багатьох століть посідало одне з провідних місць серед селянських промислів й увібрало в себе технічні навички та художні традиції, що існували ще з часів неоліту.
Монету введено в обіг 6 грудня 2010 року. Вона належить до серії «Народні промисли та ремесла України».

## Опис монети та характеристики
| Номінал грн. | Метал      | Маса, г | Діаметр, мм | Якість виготовлення       | Гурт     | Тираж, штук |
| ------------ | ---------- | ------- | ----------- | ------------------------- | -------- | ----------- |
| 5            | нейзильбер | 16,54   | 35,0        | спеціальний анциркулейтед | рифлений | 45 000      |

### Аверс
На аверсі монети розміщено: угорі малий Державний Герб України, під яким стилізований напис — «НАЦІОНАЛЬНИЙ/БАНК/УКРАЇНИ», у центрі — стилізоване зображення двох пташок, ліворуч і праворуч — гончарні вироби, унизу — написи: «5/ГРИВЕНЬ/2010» та логотип Монетного двору Національного банку України.

### Реверс
На реверсі монети зображено гончара за роботою. Угорі на стилізованому тлі розміщено напис «ГОНЧАР», з обох боків центральної композиції — декоративні квітки.

## Автори

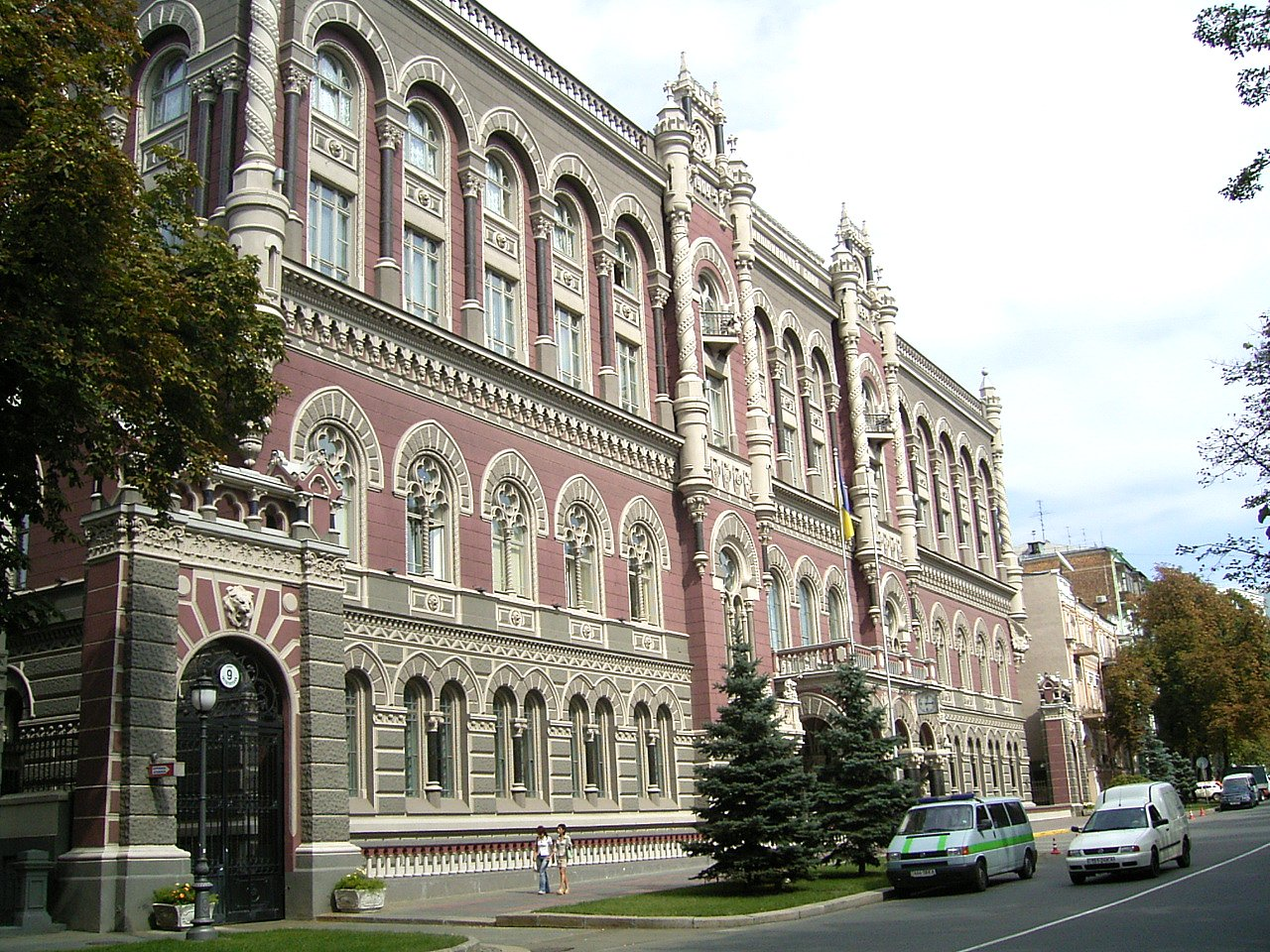
Будівля Національного банку України

- Художники: Таран Володимир, Харук Олександр, Харук Сергій.
- Скульптор — Дем'яненко Анатолій.

## Вартість монети
Ціна монети — 20 гривень була вказана на сайті Національного банку України в 2012 році.
Фактична приблизна вартість монети, з роками змінювалася так:
| Рік        | 2011 | 2012 | 2013 | 2014 | 2015 | 2016 | 2017 | 2018 | 2019 | 2020 | 2021 | 2022 | 2023 | 2024 | 2025 |
| ---------- | ---- | ---- | ---- | ---- | ---- | ---- | ---- | ---- | ---- | ---- | ---- | ---- | ---- | ---- | ---- |
| Ціна, грн. | 25   | 25   | 25   | 26   | 32   | 45   | 60   | 75   | 80   | 80   | 85   | 110  | 230  | 290  | 330  |